# Имановка
Имановка (каз. Иман) — упразднённое село в Денисовском районе Костанайской области Казахстана. Входило в состав Покровского сельского округа. Ликвидировано в 2011 году.

## Население
В 1999 году население села составляло 10 человек (7 мужчин и 3 женщины).

## Известные жители и уроженцы
- Мустафин Салим (1912—2001) — Герой Социалистического Труда[3].